# Karl von Scheffler
Karl August Scheffler, seit 1861 von Scheffler, (* 1. April 1820 in Bromberg; † 27. April 1898 in Altenburg) war ein preußischer General der Infanterie.

## Leben

### Herkunft
Er war der Sohn von Johann Karl Gottfried Scheffler (1774–1851) und dessen Ehefrau Amalie Christiane, geborene Kupffender (1790–1853). Sein Vater war Lehrer an der Elementarschule in Bromberg.

### Militärkarriere
Scheffler besuchte das Gymnasium in seiner Heimatstadt und trat mit 17 Jahren als Füsilier in das 19. Infanterie-Regiment der Preußischen Armee ein. Dort avancierte er am 23. September 1838 zum Sekondeleutnant. Vom 1. April 1843 bis zum 31. Dezember 1847 fungierte er als Adjutant des Füsilier-Bataillons und war anschließend als Regimentsadjutant tätig. In dieser Eigenschaft nahm Scheffler 1848 während des Großpolnischen Aufstandes an der Niederschlagung von Unruhen bei Xions teil und erhielt den Roten Adlerorden IV. Klasse mit Schwertern. Als Premierleutnant wurde er am 18. April 1850 zur Besatzung der Festung Mainz kommandiert. Hier wurde er am 14. Juni 1853 zum Hauptmann befördert und von Mitte Juni 1853 bis Mitte Oktober 1854 als Adjutant der Kommandantur Mainz eingesetzt. Daran schloss sich eine Verwendung als Adjutant des Gouvernements Mainz an. Am 1. September 1856 kehrte Scheffler in sein Stammregiment zurück, um als Chef die 1. Kompanie in Breslau zu übernehmen. Mit seiner Beförderung zum Major wurde er am 19. Mai 1859 Kommandeur des I. Bataillons im 2. Landwehr-Regiment in Stettin. Am 8. Mai 1860 folgte seine Kommandierung als Bataillonsführer zum 2. kombinierten Infanterie-Regiment. Aus diesem Verband wurde kurz darauf das 5. Pommersche Infanterie-Regiment (Nr. 42) gebildet, in dem Scheffler das Kommando über das I. Bataillon führte. Daran schloss sich ab 22. Juni 1861 eine Verwendung als Kommandeur des Ostpreußischen Jäger-Bataillons Nr. 1 in Braunsberg an.
König Wilhelm I. erhob Scheffler am 11. November 1861 in den erblichen preußischen Adelsstand.
Am 25. Juni 1864 wurde er Oberstleutnant und am 31. Dezember 1864 mit dem Ritterkreuz des Königlichen Hausordens von Hohenzollern ausgezeichnet. Anlässlich des Krieges gegen Österreich erhielt Scheffler am 14. Juni 1866 für die Dauer des mobilen Verhältnisses das Kommando über das 1. Westpreußische Grenadier-Regiment Nr. 6. Während der Schlacht bei Nachod erlitt er durch einen Schuss in den rechten Oberarm eine Verwundung, verblieb aber bei seiner Truppe. Anschließend kämpfte Scheffler bei Schweinschädel und Königgrätz. Nach Kriegsende ernannte man ihn am 17. September 1866 zum Regimentskommandeur. In dieser Eigenschaft wurde Scheffler am 20. September 1866 zum Oberst befördert und für seine Leistungen mit dem Kronenorden II. Klasse mit Schwertern ausgezeichnet. Am 9. Januar 1868 folgte seine Versetzung nach Altenburg und die Ernennung zum Kommandeur des 7. Thüringischen Infanterie-Regiments Nr. 96. Mit Beginn des Krieges gegen Frankreich hatte Scheffler für die Dauer des mobilen Verhältnisses das Kommando über die 16. Infanterie-Brigade. Er führte den Großverband in den Kämpfen bei Beaumont, Sedan und vor Paris.
Ausgezeichnet mit beiden Klassen des Eisernen Kreuzes wurde Scheffler am Tag der Kaiserproklamation zum Generalmajor befördert und am 3. Juni 1871 zum Brigadekommandeur ernannt. Am 18. Mai 1876 versetzte man ihn nach Freiburg im Breisgau und ernannte Scheffler zum Kommandeur der 29. Division. Unter Verleihung des Roten Adlerordens I. Klasse mit Eichenlaub und Schwertern am Ringe wurde er am 10. Dezember 1881 mit der gesetzlichen Pension zur Disposition gestellt. Nach seiner Verabschiedung erhielt er am 12. Dezmebre 1882 den Charakter als General der Infanterie. Wilhelm II. würdigte ihn am 4. Mai 1890, indem er Scheffler à la suite des 7. Thüringischen Infanterie-Regiments Nr. 96 stellt.
Scheffler war Mitglied der Bromberger Freimaurerloge „Janus“ und Ehrenmitglied der Altenburger Freimaurerloge „Archimnedes zu de drei Reißbrettern“.

### Familie
Scheffler hatte sich am 28. Dezember 1846 in Bromberg mit Manon Philippine Roquette (1827–1894) verheiratet. Aus der Ehe gingen drei Söhne – darunter der Kunsthistoriker Johann Ludwig von Scheffler (1852–1925) – und drei Töchter hervor.